# Aethionema
Aethionema es un género de plantas de la familia Brassicaceae, tribu Aethionemeae. Consta de unas 30 especies, originarias en la región mediterránea y Asia oriental. Dan flores blancas o rosas y se usan como planta ornamental.

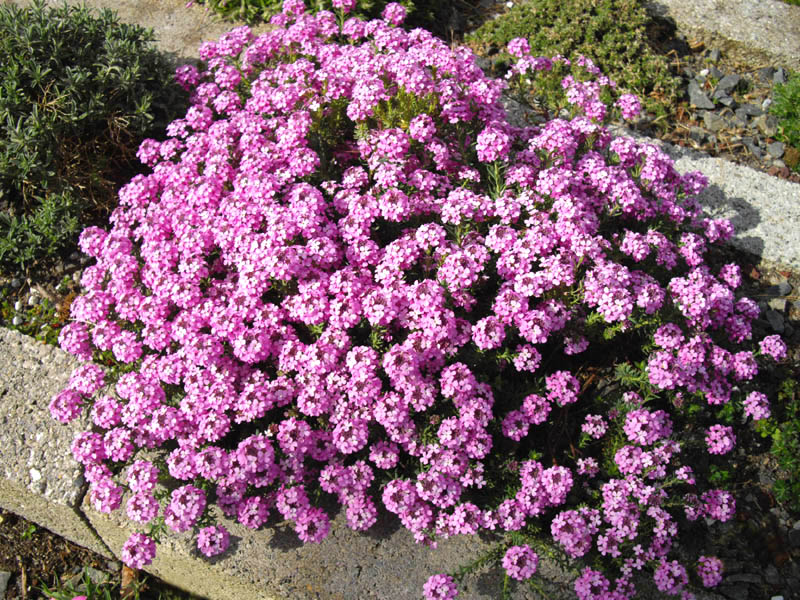
Aethionema armenum

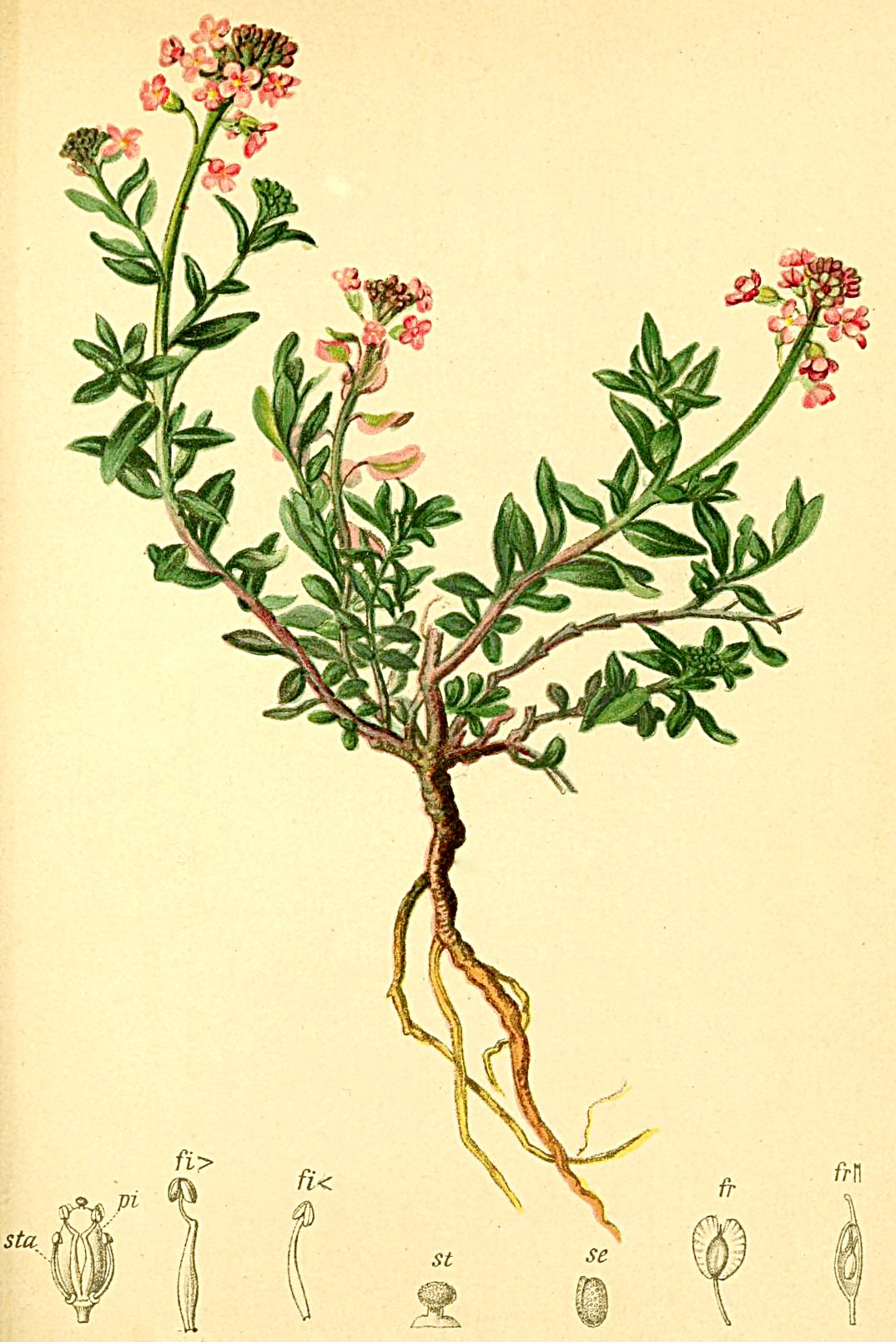
Aethionema saxatile

## Descripción
Son hierbas perennes o anuales, a menudo por debajo de leñosas, ramificadas, erectas o suberectas, frondosas, glabras o rara vez papilosas. Hojas simples, generalmente sésiles o subsésiles, oblongas o lineares, glaucas. Las inflorescencias en racimos corimbosos, por lo general con muchas flores, ebracteadas. Flores mediocres, de color rosa, lila o blanco, raramente amarillentas; pedicelos filiformes, que normalmente se extiende en la fruta. Sépalos oblongos, obtusos, redondeados en el ápice. Pétalos obovados, cuneiformes o garras, raramente alargadas, garra 1-3-nervada. Los frutos son silicuas ovadas, elípticas o suborbiculares, aplanadas lateralmente, por lo general con alas, dehiscente, (rara vez heterocarpica con frutos dehiscentes e indehiscentes), de 1 a 4 semillas; ala entera o diversamente dentada; semillas ovales, de color marrón, a menudo con el ápice generalmente profundamente dentado o emarginado minuciosamente papiloso; radícula titular, oblicua.

## Taxonomía
El género fue descrito por William Townsend Aiton y publicado en Hortus Kewensis; or, a Catalogue of the Plants Cultivated in the Royal Botanic Garden at Kew. London (2nd ed.) 4: 80. 1812.

## Especies aceptadas
A continuación se brinda un listado de las especies del género Aethionema aceptadas hasta octubre de 2014, ordenadas alfabéticamente. Para cada una se indica el nombre binomial seguido del autor, abreviado según las convenciones y usos.
- Aethionema acarii Gemici & Leblebici
- Aethionema alanyae H.Duman
- Aethionema arabicum (L.) Andrz. ex DC.
- Aethionema armenum Boiss.
- Aethionema caespitosum (Boiss.) Boiss.
- Aethionema capitatum Boiss. & Balansa
- Aethionema carlsbergii Strid & Papan.
- Aethionema carneum (Banks & Sol.) B.Fedtsch.
- Aethionema cephalanthum (Bornm.) Bornm.
- Aethionema cordatum (Desf.) Boiss.
- Aethionema coridifolium DC.
- Aethionema demirizii P.H.Davis & Hedge
- Aethionema diastrophis Bunge
- Aethionema dumanii Vural & Adigüzel
- Aethionema edentulum N.Busch
- Aethionema eunomioides (Boiss.) Bornm.
- Aethionema fimbriatum Boiss.
- Aethionema froedinii Rech.f.
- Aethionema gileadense Post
- Aethionema glaucinum Greuter & al.
- Aethionema grandiflorum Boiss. & Hohen.
- Aethionema heterocarpum J.Gay
- Aethionema heterophyllum (Boiss. & Buhse) Boiss.
- Aethionema huber-morathii P.H.Davis & Hedge
- Aethionema iberideum (Boiss.) Boiss.
- Aethionema karamanicum Ertugrul & Beyazoglu
- Aethionema lepidioides Hub.-Mor.
- Aethionema levandowskyi N.Busch
- Aethionema lycium I.A.Andersson & al.
- Aethionema marashicum P.H.Davis
- Aethionema membranaceum DC.
- Aethionema munzurense P.H.Davis & Yild.
- Aethionema oppositifolium (Pers.) Hedge
- Aethionema orbiculatum (Boiss.) Hayek
- Aethionema papillosum P.H.Davis
- Aethionema polygaloides DC.
- Aethionema retsina Phitos & Snogerup
- Aethionema rhodopaeum D.K.Pavlova
- Aethionema rotundifolium (C.A.Mey.) Boiss.
- Aethionema saxatile (L.) R.Br.
- Aethionema schistosum Boiss. & Kotschy
- Aethionema semnanensis Mozaff.
- Aethionema speciosum Boiss. & A.Huet
- Aethionema spicatum Post
- Aethionema stylosum DC.
- Aethionema subulatum (Boiss. & Heldr.) Boiss.
- Aethionema syriacum (Boiss.) Bornm.
- Aethionema thesiifolium Boiss. & Heldr.
- Aethionema thomasianum J.Gay
- Aethionema transhyrcanum (Czerniak.) N.Busch
- Aethionema trinervium (DC.) Boiss.
- Aethionema turcica H.Duman & Aytaç
- Aethionema umbellatum (Boiss.) Bornm.
- Aethionema virgatum (Boiss.) Hedge